# Kavli Institute for Particle Astrophysics and Cosmology
L'Istituto Kavli per l'astrofisica e la cosmologia delle particelle (KIPAC) è un laboratorio indipendente coordinato congiuntamente dalla Stanford University e dello SLAC National Accelerator Laboratory (SLAC), fondato nel 2003 da un lascito di Fred Kavli, filantropo norvegese naturalizzato americano, e dalla omonima  fondazione. È situato sul terreno dello SLAC National Accelerator Laboratory, unitamente al campus principale dell'università.